# Saint-Rémy (Mayenne)
Saint-Rémy era una comuna francesa que estaba situada en el departamento de Mayenne, de la región de Países del Loira, que en 1809 pasó a formar parte de la comuna de Château-Gontier.

## Historia
En 1813 pasó a formar parte de la comuna de Saint-Fort.

## Demografía
| Gráfica de evolución demográfica de Saint-Rémy entre 1793 y 1806 |
|                                                                  |

Los datos demográficos contemplados en este gráfico se han cogido de la página francesa EHESS/Cassini.